# ラグルーラ (小惑星)
ラグルーラ (1412 Lagrula) は小惑星帯に位置する小惑星である。フランスの天文学者ルイ・ボワイエがアルジェ郊外のアルジェ観測所で発見した。
フランスの天文学者ジョアニー＝フィリップ・ラグルーラから命名された。